# Tabanus infans
Tabanus infans är en tvåvingeart som beskrevs av Walker 1850. Tabanus infans ingår i släktet Tabanus och familjen bromsar. Inga underarter finns listade i Catalogue of Life.